# Balangir (Distrikt)
Der Distrikt Balangir (Oriya ବଲାଙ୍ଗୀର ଜିଲ୍ଲା Balāṅgīra Jillā; auch Bolangir) ist ein Verwaltungsdistrikt im indischen Bundesstaat Odisha.
Im Distrikt lebten im Jahr 2011 1.648.997 Einwohner. Sitz der Distriktsverwaltung ist die gleichnamige Stadt. Die Fläche beträgt 6575 km² (nach anderen Angaben 6551,5 km²). Der Distrikt wurde am 1. November 1949 gebildet. Am 1. April 1993 wurde der Distrikt Sonapur im Osten von Balangir abgespalten.

## Geographie
Balangir liegt im Zentrum Odishas und grenzt an die Distrikte Bargarh, Sonpur, Boudh, Kandhamal, Kalahandi und Nuapada. Die Temperaturen schwanken zwischen mindestens 16,6 °C im Dezember und bis zu 48,7 °C im Mai. Der jährliche Niederschlag beträgt etwa 1440 mm. Die drei wichtigsten Flüsse sind der Suktel und der Lant, die jeweils in den Tel im Süden des Distrikts münden. Im Nordwesten des Distrikts liegen die Gandhamardhan Hills.

## Demographie
Nach dem Zensus aus dem Jahr 2011 betrug das Geschlechterverhältnis 987 Frauen auf 1000 Männer. 64,72 % der Einwohner können lesen und schreiben, davon 75,85 % der Männer, bei Frauen nur 53,50 %. Der Großteil der Bewohner (98,13 %) sind Hindus, das Christentum (1 %) und der Islam (0,5 %) spielen nur eine untergeordnete Rolle. Gesprochen wird überwiegend Oriya, Hindi und Englisch.
Der Distrikt ist eher ländlich geprägt, nur 11,5 % der Einwohner leben in Städten. Über die Hälfte davon lebt in der Hauptstadt des Distrikts.

## Wirtschaft
Balangir verfügt über einige Bodenschätze wie Graphit, Mangan, Quarzit und Granit. Dennoch spielt die Landwirtschaft, insbesondere der Anbau von Reis und Zuckerrohr, eine große Rolle.

## Untergliederung
Der Distrikt wird in drei Sub-Divisionen unterteilt: Balangir, Patnagarh und Titlagarh.
Zur Dezentralisierung der Verwaltung ist der Distrikt in 15 Blöcke unterteilt:
- Agalpur
- Balangir
- Bangamunda
- Belpara
- Deogaon
- Gudvella
- Khaparakhol
- Loisinga
- Muribahal
- Patnagarh
- Puintala
- Saintala
- Titlagarh
- Tureikela
- Turekela

Des Weiteren gibt es 14 Tahasils:
- Agalpur N
- Balangir
- Bangamunda N
- Belpara N
- Deogaon N
- Kantabanji
- Khaparakhol
- Loisinga
- Muribahal N
- Patnagarh
- Puintala N
- Saintala N
- Titlagarh
- Tulura

Im Distrikt befinden sich folgende ULBs: die beiden Municipalities Balangir und Titlagarh sowie die Notified Area Councils (NAC) Kantabanji, Patnagarh und Tusura.
Außerdem sind 285 Gram Panchayats im Distrikt vorhanden.